# 台東紅葉村台東蘇鐵自然保留區
台東紅葉村台東蘇鐵自然保留區位於臺灣臺東縣延平鄉，是為保育台東蘇鐵而設立的自然保留區。該區是臺灣野生的台東蘇鐵分布面積最廣、數量最多，且生長情況良好的區域。林務局先於1980年將本區設為「台灣蘇鐵保護區」，再於1986年依據《文化資產保存法》公告為自然保留區。該地位處鹿野溪沿岸陡峭的山壁上，沿海拔高度300–900公尺的鹿野溪兩岸，東西狹長7公里，面積共290.46公頃。
受地形及地質影響，全區有62公頃為崩塌地或裸地，其餘面積為天然林所覆蓋，經調查維管束植物計有91科198屬251種，林相接近臺灣低海拔之楠榕林帶，二次演替初期之植物較多。保留區內保有臺灣東部除知本地區外另一處主要的斑蝶越冬蝴蝶谷。動物方面共記錄有哺乳類7科9種，鳥類11科17種、兩棲爬蟲類9科10種，以及蝴蝶5科82屬125種。